# Augusto De Cobelli
Augusto De Cobelli (Novara, 5 giugno 1909 – Firenze, 23 marzo 1945) è stato un partigiano italiano, alpino e maggiore del Regio Esercito.

## Biografia
Nacque a Novara il 5 giugno 1909, figlio di Giuseppe e Anna Marenzi. Dopo aver frequentato la Regia Accademia Militare di Modena, da cui uscì con il grado di sottotenente, nel settembre 1932 entra in servizio nel 6º Reggimento alpini.
Nel settembre 1936 frequentò il 15º corso di osservazione aerea a Cerveteri e, conseguito il brevetto di osservatore d'aeroplano, prestò servizio presso la 35ª Squadriglia Osservazione Terrestre a Bolzano dal marzo all'ottobre 1937. Partì poi volontario per l'Africa Orientale Italiana, partecipando alle operazioni di grande polizia coloniale nel Goggiam e nell'Amhara e rientrando poi in Italia alla fine del 1939 per essere assegnato al Battaglione "Valtellina" del V Gruppo alpini "Valle", allora in fase di costituzione.
Dopo l'entrata in guerra dell'Italia, il 10 giugno 1940, con il battaglione "Valtellina" in quello stesso mese prende parte alle operazioni sul fronte occidentale. Disciolto il battaglione nell'ottobre successivo, viene assegnato al battaglione "Tirano" del 5º reggimento come comandante della 48ª compagnia e il 12 novembre parte per il fronte greco-albanese, distinguendosi nella valle del Kamenice, e poi a Dushar, Kumlles, Maja, Korbiet, e Monte Guri i Topiet, venendo decorato con una Medaglia di bronzo al valor militare.
Nell'aprile 1941, con il termine della guerra con la Grecia, viene promosso capitano ed ammesso a frequentare il 71º corso della Scuola di guerra, al termine del quale è assegnato allo Stato maggiore della 6ª Divisione alpina "Alpi Graie" in corso di schieramento a difesa del porto di La Spezia, in Liguria. All'atto dell'armistizio dell'8 settembre 1943 rimane fedele al legittimo governo e riesce a riparare nell'Italia meridionale, per partecipare alla guerra di liberazione, nel CIL del generale Umberto Utili. Riceve l'incarico di costituire in Abruzzo un battaglione di alpini, denominato inizialmente battaglione "Abruzzi", e poi ribattezzato "L'Aquila", operante in seno al Gruppo di combattimento "Legnano". Promosso maggiore assume il comando del reparto prendendo parte alla operazioni contro i tedeschi. Tra il 15 e 17 marzo 1945, il battaglione iniziò l'avanzata ed entrò nella val d'Idice. Durante una ricognizione per definire il miglior schieramento da tenere, avviene uno scontro a fuoco con una pattuglia tedesca durante il quale il maggiore viene gravemente ferito in località Cà di Bazzone, spegnendosi il 23 marzo a Firenze presso la 51ª Sezione Sanità. Viene inizialmente decorato con la Medaglia d'argento al valor militare, successivamente tramutata in Medaglia d'oro. Il suo corpo riposa nel Cimitero comunale di Firenze-Trespiano.

### Riconoscimenti
A Brunico gli è stata intitolata una caserma degli alpini.